# Propulsió espacial

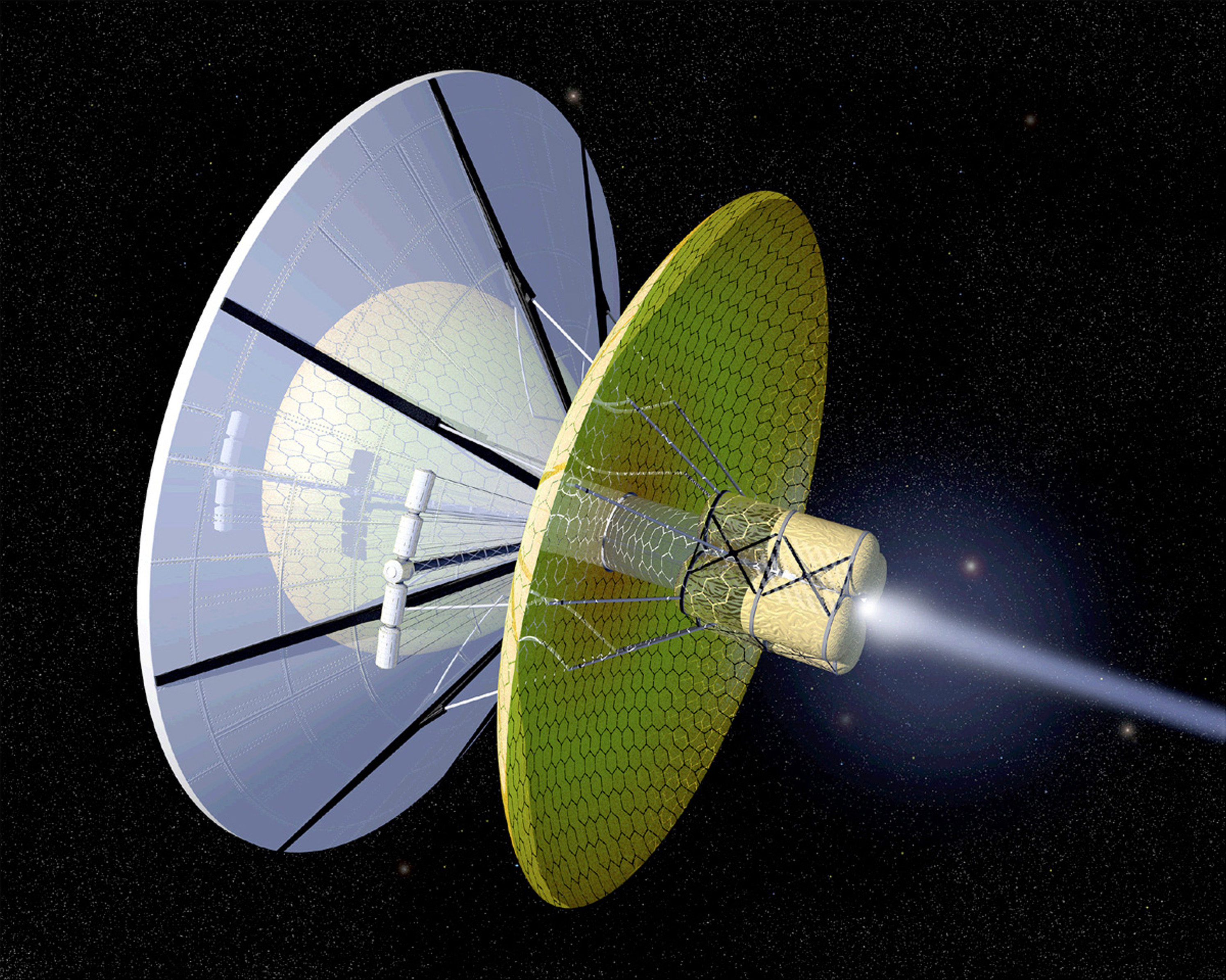
Projecte Bussard, un dels projectes pensats per a la propulsió interestel·lar

La propulsió espacial és aquella tecnologia capaç d'impulsar una nau per l'espai. Per efectuar viatges espacials és necessari algun sistema de propulsió capaç d'imprimir acceleració als vehicles. A causa del buit de l'espai exterior, qualsevol acceleració s'ha de basar en la tercera llei de Newton o Llei d'acció i reacció, segons la qual, "per cada força que actua sobre un cos, aquest realitza una força d'igual intensitat però de sentit contrari". D'aquesta manera, si un objecte expulsa part de la seva massa en una direcció, la resta de l'objecte es desplaçarà en sentit contrari. Aquest és el fonament dels motors de reacció, també anomenats de "propulsió a raig": en aqueixos motors, part de la massa de la nau (el combustible) és expulsada a gran velocitat en una direcció, ocasionant que la resta de la nau es desplaci en el sentit oposat.
El motor més emprat per a la propulsió de naus espacials és el motor coet, ja que és capaç de generar una enorme potència i, a diferència d'altres tipus de motors, no necessita atmosfera per funcionar. No obstant això, tot i la gran potència dels motors coet, les enormes distàncies espacials demanen motors amb un impuls específic major, és a dir, capaços d'obtenir més velocitat amb el mateix pes de propel·lent. Amb aquest propòsit s'estan desenvolupant els motors iònics, que gràcies a la major velocitat de sortida del propel·lent poden ser deu vegades més eficients. Així i tot, cap motor conegut fins ara és capaç d'obtenir velocitats suficients com per plantejar viatges interestel·lars. No obstant això, existeixen diverses alternatives als motors de reacció: la més immediata la constitueixen les veles solars, capaços d'obtenir impuls de la radiació solar, del vent solar o fins i tot de raigs làser o de microones enviats des de la Terra. No es pot descartar tampoc que en un futur llunyà siguin viables altres mètodes de propulsió més exòtics, com els "motors de curvatura" o motors Warp.

## Necessitat de sistemes de propulsió
Els satèl·lits artificials han de ser llançats per a ser posats en òrbita, i una vegada han assolit la seva posició estacionària en l'òrbita nominal, necessiten alguna forma de control d'actitud perquè es puguin mantenir apuntant una certa posició entre la Terra, el Sol i possiblement alguns objectes astronòmics d'interès. Els satèl·lits no pateixen en general una resistència aerodinàmica apreciable, tot i que en les òrbites més baixes encara persisteix una enrarida atmosfera romanent. Per aquest motiu poden romandre en òrbita durant llargs períodes amb només una petita quantitat de propel·lent, utilitzat tant per a propulsar com per a realitzar petites correccions. Molts satèl·lits necessiten ocasionalment moure's d'unes òrbites a altres i necessiten per tant d'una certa quantitat de propel·lent. Quan aquest tipus de satèl·lits han esgotat la seva capacitat per fer aquestes operacions, es diu que la seva vida útil s'ha esgotat.
Durant la fase de llançament totes les naus espacials empren coets de propel·lent químic, bé en estat líquid (propel·lent i oxidant separats), o bé sòlid (propel·lent i oxidant barrejats). Encara que per òrbites baixes i càrregues mitjanes i petites hi ha alguns dissenys recents, com ara el coet Pegasus o la nau SpaceShipOne), que durant la primera fase del llançament, aprofiten la sustentació aerodinàmica i l'oxigen present en l'atmosfera per la combustió, evitant així haver de carregar amb ell en el mateix coet, reduint els costos.
Les naus espacials que realitzen viatges interplanetaris han de recórrer llargues distàncies. Per això, a més del llançament requerit per abandonar l'atmosfera de la Terra (com en el cas dels satèl·lits) necessiten un segon sistema de propulsió per viatjar per l'espai o, almenys, per poder corregir la seva trajectòria. Les naus interplanetàries realitzen aquestes correccions mitjançant petites propulsions de curta durada, mentre que generalment, el seu desplaçament principal es basa únicament en el seu impuls inicial i simplement tenen un comportament de caiguda lliure a través de la seva òrbita.

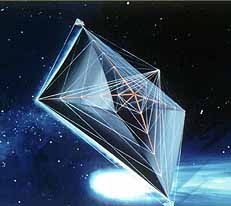
Concepció artística del funcionament i disposició d'una vela solar.

La forma més simple i eficient per canviar d'una òrbita a una altra des del punt de vista de consum de propel·lent s'anomena Transferència de Hohmann: la nau espacial comença en una òrbita circular al voltant del Sol, i durant un curt període efectua un impuls en la direcció de moviment de la nau, tangent a la seva trajectòria. D'aquesta forma la nau accelera o desacceleració, passant a adoptar una òrbita el·líptica al voltant del Sol, que és tangent a l'òrbita prèvia. La nau espacial així propulsada cau lliurement en aquesta òrbita fins que arriba a la seva destinació. Quan les naus s'acosten a un planeta amb atmosfera, es pot recórrer a l'aerofrenada que de vegades es fa servir per a l'ajustament final de l'òrbita.
Altres mètodes de propulsió, com ara les veles solars, proporcionen un va imposar reduït però constant: una nau amb un sistema de propulsió d'aquestes característiques podria ser capaç de viatjar llargues distàncies interplanetàries utilitzant un propergol inesgotable com la radiació solar. Aquestes naus seguirien una trajectòria diferent a la definida per la transferència orbital de Hohmann, ja que poden ser permanentment empeses radialment des del Sol cap a l'exterior del sistema solar.
Les naus espacials que pretenguin realitzar viatges interestel·lars necessitaran mètodes de propulsió més eficients, ja que donada la magnitud de les distàncies interestel·lars, es necessitarà una gran velocitat per a recórrer en un interval de temps raonable fins a arribar al destí. Adquirir aquestes velocitats és un repte tecnològic avui en dia.

## Efectivitat dels sistemes de propulsió
La massa de la Terra genera un pou gravitatori: perquè un cos pugui escapar d'aquesta força gravitatòria ha d'arribar a una velocitat superior als 11,2 km/s. Aquesta velocitat es denomina velocitat d'escapament. Si la nau és tripulada, la seva acceleració no hauria diferir molt del valor d'1 g (9,8 m/s ²), ja que és l'acceleració a la qual el cos humà està acostumat. Si bé s'han descrit casos de persones capaces de suportar acceleracions fins als 15 g, quan se sotmet al cos a períodes prolongats de caiguda lliure es produeixen nàusees, debilitat muscular, reducció del sentit del gust, falta d'assimilació del calci, i altres símptomes.

### Cinemàtica de la propulsió
Una nau espacial modifica el seu velocitat  v  mitjançant el seu sistema propulsor. A causa de la inèrcia, com més massa tingui la nau, més difícil serà accelerar-la. Per això se sol parlar del moment d'una nau, i per quantificar el canvi de moment es parla d'impuls. D'aquesta manera, l'objectiu de la propulsió a l'espai és crear impuls. Quan la nau espacial és llançada des de la Terra, el mètode de propulsió emprat haurà de superar la força gravitacional per obtenir una acceleració neta positiva. Posar-se en òrbita consisteix a arribar a una velocitat tangencial tal que generi una força centrípeta suficient per compensar l'efecte del camp gravitatori de la Terra.
La raó de canvi de la velocitat es denomina acceleració, i la raó de canvi de moment es denomina força. D'aquesta manera, per assolir una certa velocitat, es pot imprimir una petita acceleració durant un període llarg de temps, o pot imprimir una gran acceleració durant un breu període. De manera similar, es pot aconseguir un mateix impuls amb una gran força aplicada durant un curt període, o amb una força menor però aplicada més temps. En absència de forces externes, segons les lleis de conservació del moment, per accelerar un cos en el buit part de la seva massa ha de desplaçar-se en sentit oposat a la resta. Aquesta massa que es desplaça en sentit oposat és el propel·lent, i la seva massa s'anomena " massa de reacció ".

### Requeriments de la propulsió a raig
Per aconseguir que un coet funcioni són necessàries dues coses:
- Massa de reacció
- Energia

L'impuls proporcionat en expulsar una partícula de massa reactiva, si aquesta té una massa de  m  a una velocitat  v , és igual a  mÈs v . Però aquesta partícula s'expulsa amb una energia cinètica igual a  mÈs v   2 /2, que ha de procedir d'algun lloc. En un coet de combustible sòlid, líquid, o híbrid, el propel·lent s'ha de cremar, proporcionant energia, i els productes de la reacció es permet que flueixin cap a l'exterior per la part posterior de la nau espacial, proporcionant massa reactiva. En un propulsor iònic, s'empra l'electricitat per accelerar els ions i expulsar-los. Hi ha altres dispositius que proporcionen energia elèctrica com els panells solars o reactor nuclear), mentre que els ions proporcionen la massa reactiva.

### Paràmetres de l'eficiència de la propulsió
Quan es menciona l'eficiència d'un sistema de propulsió a raig, els dissenyadors sovint se centren en l'ús adequat de la massa reactiva. La massa reactiva ha de dur necessàriament en el coet i ha de ser consumida irreversiblement en ser usada. Una forma de mesurar la quantitat d'impuls que és possible obtenir d'una quantitat donada de massa reactiva és el que s'anomena l'impuls específic, cridant així a la quantitat d'impuls per unitat de pes a la Terra (es designa típicament com {\displaystyle I_{sp}}). La unitat per a aquest valor és segons. Com l'impuls específic es mesura en relació de pes a la terra, sovint no és important quan es parla de vehicles en l'espai, per aquesta raó es parla de vegades d'impuls específic en termes d'unitats de massa. Aquesta forma alternativa de mesurar l'impuls específic emprant unitats de massa (kg) fa que tingui unitats de velocitat (m/s), i en realitat és igual a la velocitat de les partícules (velocitat d'evacuació) del motor coet (Denominat de manera típica com {\displaystyle v_{i}}). Resulta confús que ambdós conceptes d'impuls específic s'anomenin de forma similar. Encara que els dos valors difereixen en un factor igual a la g, l'acceleració de la gravetat sobre la superfície terrestre ({\displaystyle I_{sp}g=v_{i}}).
Un coet amb una velocitat d'evacuació alta pot assolir el mateix impuls emprant una massa de reacció menor. Per tant, l'energia requerida per impulsar és proporcional al quadrat de la velocitat d'evacuació de la massa reactiva, d'aquesta manera es necessita imprimir molta energia a la massa reactiva. Això és un problema si és un requeriment que el motor proporcioni una gran quantitat d'empenta. Per generar una gran quantitat d'impuls per segon, s'ha d'emprar una gran quantitat d'energia per segon. D'aquesta manera un motor altament eficient requereix grans quantitats d'energia per proporcionar grans quantitats d'empenta. Com a resultat, la majoria dels motors es dissenyen per proporcionar baixos nivells d'empenta.

### Càlculs de la propulsió a raig
Cremant el propel·lent d'un coet d'una nau espacial és la millor manera de produir un canvi net de velocitat en l'espai; a aquesta variació l'anomenem 'delta-v'. La variació total de velocitat la representem com {\displaystyle \Delta v} d'un vehicle i representa una de les incògnites a resoldre quan s'empra l'equació cinemàtica d'un coet, on M és la massa de combustible (o de propel·lent), P és la massa de la càrrega útil (incloent-hi la massa estructural del coet), i {\displaystyle v_{e}} és la velocitat d'evacuació de propel·lent per la tovera. Tot aquests paràmetres formen part de l'Equació de Tsiolkovsky:
{\displaystyle \Delta V=-v_{e}\ln \left({\frac {M+P}{P}}\right)}
Per raons històriques, la velocitat {\displaystyle v_{e}} s'escriu sovint com
{\displaystyle V_{e}=I_{sp}g_{o}\,}
on {\displaystyle I_{sp}} és l'impuls específic del coet, mesurat en segons, i {\displaystyle g_{o}} és l'acceleració gravitatòria en la superfície terrestre. Per a un viatge de llargues distàncies la majoria de la massa de la nau espacial és massa reactiva. Com que cal que la massa reactiva proporcioni un augment de velocitat a la massa de la càrrega útil. Si s'hagués de proporcionar una càrrega útil de massa  P  un canvi de velocitat de {\displaystyle \Delta v}, i el motor del coet tingués una velocitat d'evacuació  v  i  , llavors la massa  M  reactiva seria calculada mitjançant l'equació de Tsiolkovsky mitjançant {\displaystyle I_{sp}}
{\displaystyle M=P\left(e^{\Delta v/v_{e}}-1\right)}
Per {\displaystyle \Delta v} més petita que la  v  i  , aquesta equació és lineal, i pot veure's que n'hi ha prou amb emprar una petita massa reactiva. Si {\displaystyle \Delta v} és comparable amb  v  i  , llavors hi ha la necessitat que es necessiti aproximadament el doble de massa de propelante que de càrrega útil (el que inclou motors, tancs de combustible, estructura, i altres). Després d'aquestes característiques el creixement és exponencial, les velocitats més altes que la velocitat d'evacuació requereixen molt alts ràtios de massa de propelante pel que fa a la càrrega de pagament (càrrega útil). Per poder aconseguir això, alguna quantitat d'energia ha d'anar per poder accelerar la massa reactiva. A més convé suposar que mai els motors (Per regles termodinàmica s) són 100% eficients, alliberen energia sense utilitzar, però si s'assumeix un 100% d'eficiència es necessitaria una energia de
{\displaystyle {\begin{matrix}{\frac {1}{2}}\end{matrix}}Mv_{e}^{2}}
Comparant amb l'equació de coets (que mostra quanta energia necessita un vehicle) i l'equació energètica (que mostra l'energia total requerida) es pot comprovar que sota la suposició d'un 100% d'eficiència en el motor, no tota l'energia proporcionada acaba en el vehicle - si alguna d'ella, de fet la major part d'ella, acaba sent energia cinètica de la massa evacuada. Per a una missió, per exemple, de llançament i planetitzatge (Aterrar en un altre planeta) cal tenir en compte que cal superar les forces de gravetat (són resistents a l'enlairament, i provoquen un augment del propel·lent necessari). És típic considerar aquestes característiques i moltes per poder aconseguir un correcte delta-v efectiu en la missió. Per exemple, quan es llança una nau a una missió d'òrbita baixa cal una delta-v de 9.3–10 km/s, aquest valor forma part dels nombre integrats dels computadors de bord.
Per exemple, si que vol enviar 10.000 kg. a Mart. La {\displaystyle \Delta v} requerida per assolir una òrbita baixa (igl.  L  ow  E  Arth  O  rbita o  LEO ) és d'aproximadament 3.000 m/s, emprant una òrbita de transferència de Hohmann. Si hi ha necessitat de guiar la nau es necessitaria molt més propel·lent. Per ajustar l'argument, els coets impulsors emprats avui en dia poden ser:
| Motor                     | Velocitat efectiva de evacación (m/s) | Impuls específic (s) | Massa de propel·lent (kg) | Energia requerida (GJ) | Energia per kg. de propel·lent | Mínima potència per N d'empenta |
| Coet de combustible sòlid | 1,000                                 | 100                  | 190,000                   | 95                     | 500 kJ                         | 0,5 kW                          |
| Coet bipropel·lent        | 5,000                                 | 500                  | 8,200                     | 103                    | 06/12 MJ                       | 05/02 kW                        |
| Propulsor iònic           | 50,000                                | 5,000                | 620                       | 775                    | 25/01 GJ                       | 25 kW                           |

S'ha d'observar que quan s'és més eficient en el consum de combustible dels motors poden necessitar menys pes de propelante per les mateixes funcions, aquesta massa és gairebé menyspreable (en relació amb la massa de càrrega útil) per a alguns dels motors. Però, és de notar que és requerida una gran quantitat d'energia.

## Mètodes de propulsió a raig
Els mètodes de propulsió poden classificar mitjançant la forma d'accelerar la massa reactiva. Que hi ha alguns mètodes especials per als llançaments, arribades a planetes i planetizatges ("aterratge" en altres planetes).

### Motors coet

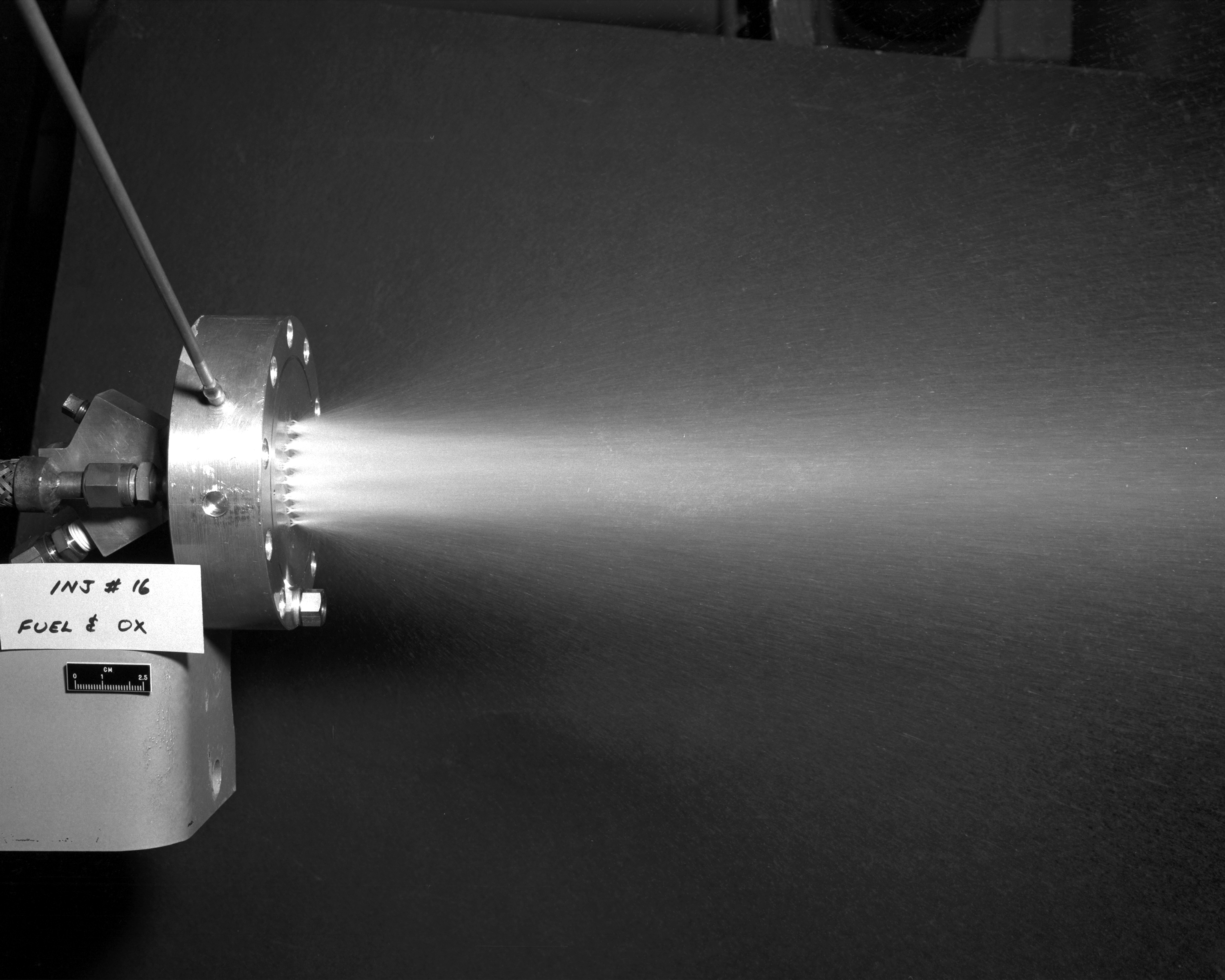
Test d'un motor coet fred (apagat) de la NASA.

La majoria dels motors coet són motors de combustió interna motors de calor (degut en part al protagonisme que pren la combustió). El motor d'un coet generalment produeix altes temperatures en la massa reactiva, produint un gas calent. Aquest es produeix mitjançant la combustió d'un combustible sòlid, líquid o gasós amb un oxidant en una cambra de combustió. Al gas extremadament calent se li permet escapar a través d'una obertura capaç de fer expandir el gas a un alt ràtio, l'obertura es denomina:  tovera . Aquesta tovera amb forma de campana li proporciona al coet una forma característica. L'efecte de la tovera provoca una acceleració dramàtica de les partícules fent que l'energia tèrmica es converteixi en energia cinètica. Les velocitats d'evacuació de gasos a nivell de pressió normal poden arribar a superar fàcilment gairebé 10 vegades la velocitat del so.
Els coets que emeten plasma poden potencialment transportar reaccions dins d'una ampolla magnètica i llançar el plasma via una tovera magnètica, de tal manera que no hi hagi contacte material amb el plasma. Per descomptat la màquina que faci això és complexa, però les investigacions en fusió nuclear han desenvolupat mètodes, alguns dels quals han estat usats en sistemes especulatius de propulsió a raig.
Vegeu motor de coet per una llista dels diferents tipus de motors coets emprats en la indústria aeroespacial així com els diferents formes de la cambra de combustió, incloent els químics, elèctrics, solar, i nuclear.

### Reactors per al llançament
Els estudis mostren que els motors de reacció, com ara els ramjets o els turbojets són generalment massa pesats (la raó empenta/pes és baixa) per a qualsevol desenvolupament d'opercions de llançament, per això se solen llançar des altres naus ja en vol. Els sistemes de llançament poden ser llançament aeri des d'un avió (com per exemple des d'una B-29, Pegasus i White Knight) on fan ús dels seus sistemes de propulsió.
D'altra banda, hi ha els Aeroreactores que són motors lleugers que tenen l'avantatge de prendre aire durant la fase d'ascens: 
- SABRE - Un aeroreactor que empra com a combustible hidrogen amb un pre-refredador[4]
- ATREX - Un altre aeroreactor de baix pes amb pre-refredador[5]
- Motor de cicle d'aire líquid - es tracta d'un Moror que empra hidrogen i que empra aire líquid abans de ser cremat a la cambra de combustió
- Scramjet - Es tracta d'un aeroreactor que empra combustió supersònica

Els coets normalment es llancen des d'una posició gairebé vertical i volen durant una desena de quilòmetres abans d'arribar a la seva òrbita; aquest inicial llançament vertical consumeix molt propelante però és òptim des del punt de vista de resistència aerodinàmica. Els aeroreactores cremen propelante més eficientment i permeten emprar una trajectòria més tangencial, els vehicles típicament volen tangencialment a la superfície terra fins que abandonen l'atmosfera terrestre, en aquest instant desenvolupen un segon coet delta-v que enllaça aquest estat amb l'òrbita.

### Acceleració de la massa reactiva per electromagetisme

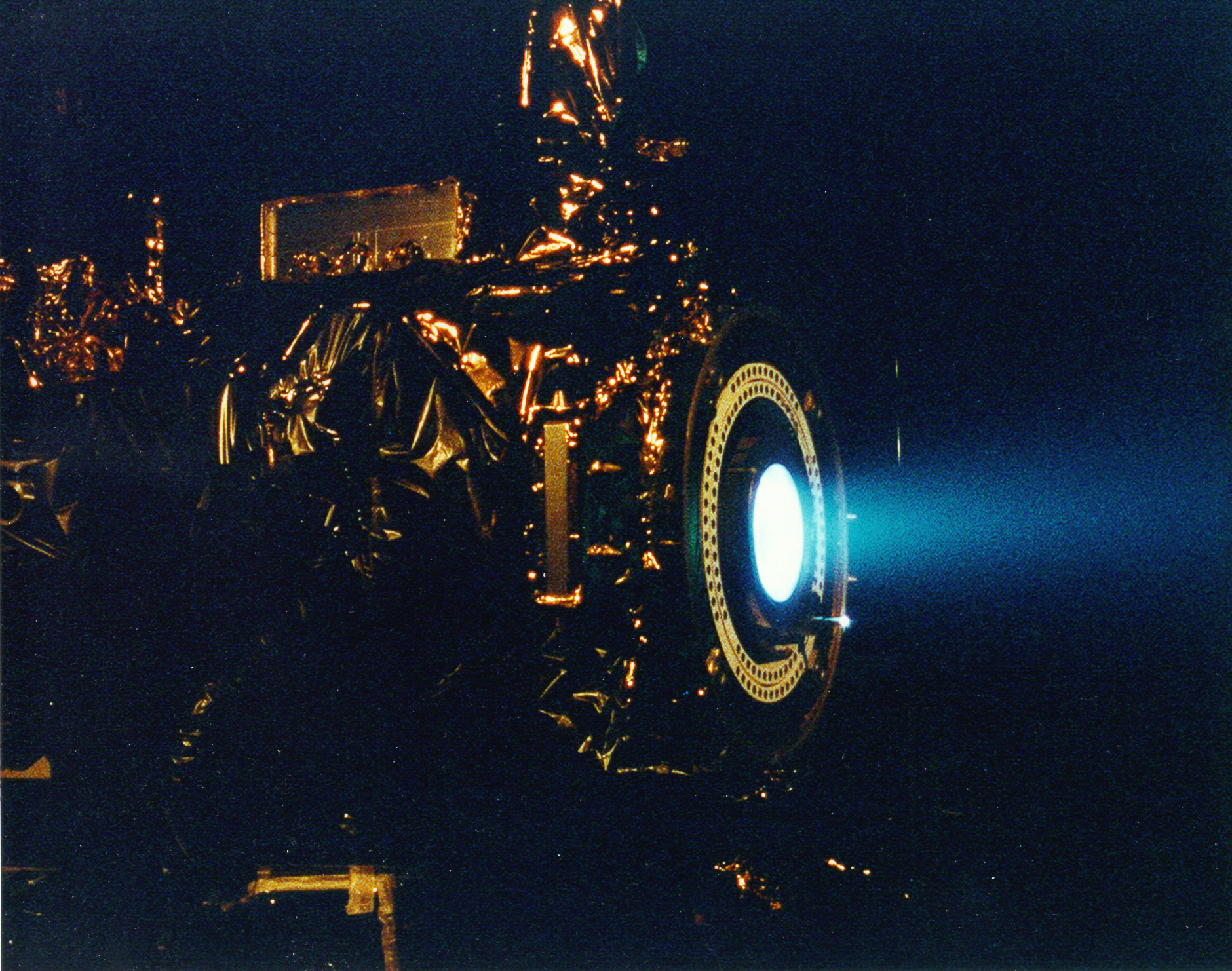
Motor de prova que accelera ions emprant força electromagnètica.

En lloc de sotmetre a un líquid a altes temperatures ia la dinàmica de fluids per accelerar la massa reactiva a altes velocitats, hi ha una varietat de mètodes que utilitzen les forces de l'camp electroestàtic o electromagnètic per accelerar la massa reactiva. Generalment en aquest tipus de motors la massa reactiva és un corrent d'ions. Aquests motors necessiten una font d'energia potent per poder funcionar, i unes altes velocitats d'evacuació requereixen altes quantitats d'energia.
Per a algunes missions l'energia solar pot ser suficient, i és emprada molt sovint, però per a altres cal una font d'energia nuclear, els motors que empren l'energia d'una font nuclear s'anomenen coets d'electricitat nuclear. Amb la capacitat actual de generació d'electricitat, ja sigui químicament, nuclear o solar es té una limitació d'empenta amb aquest tipus de propulsió.
Alguns mètodes electromagnètics: 
- Propulsió iònica
  - Propulsió electroestàtica d'ions
  - Propulsió emissió de camp elèctric
  - Propulsió mitjançant efecte Hall
  - Propulsió de doble capa Helicon
  - Propulsió sense elèctrodes mitjançant plasma (acceleració per forces electromagnètiques, emet plasma)
  - Propulsió de polsos inductius
- Propulsió de dinàmica per magnetoplasma
- Coet d'impuls específic variable

### Sistemes sense massa reactiva transportada en el coet

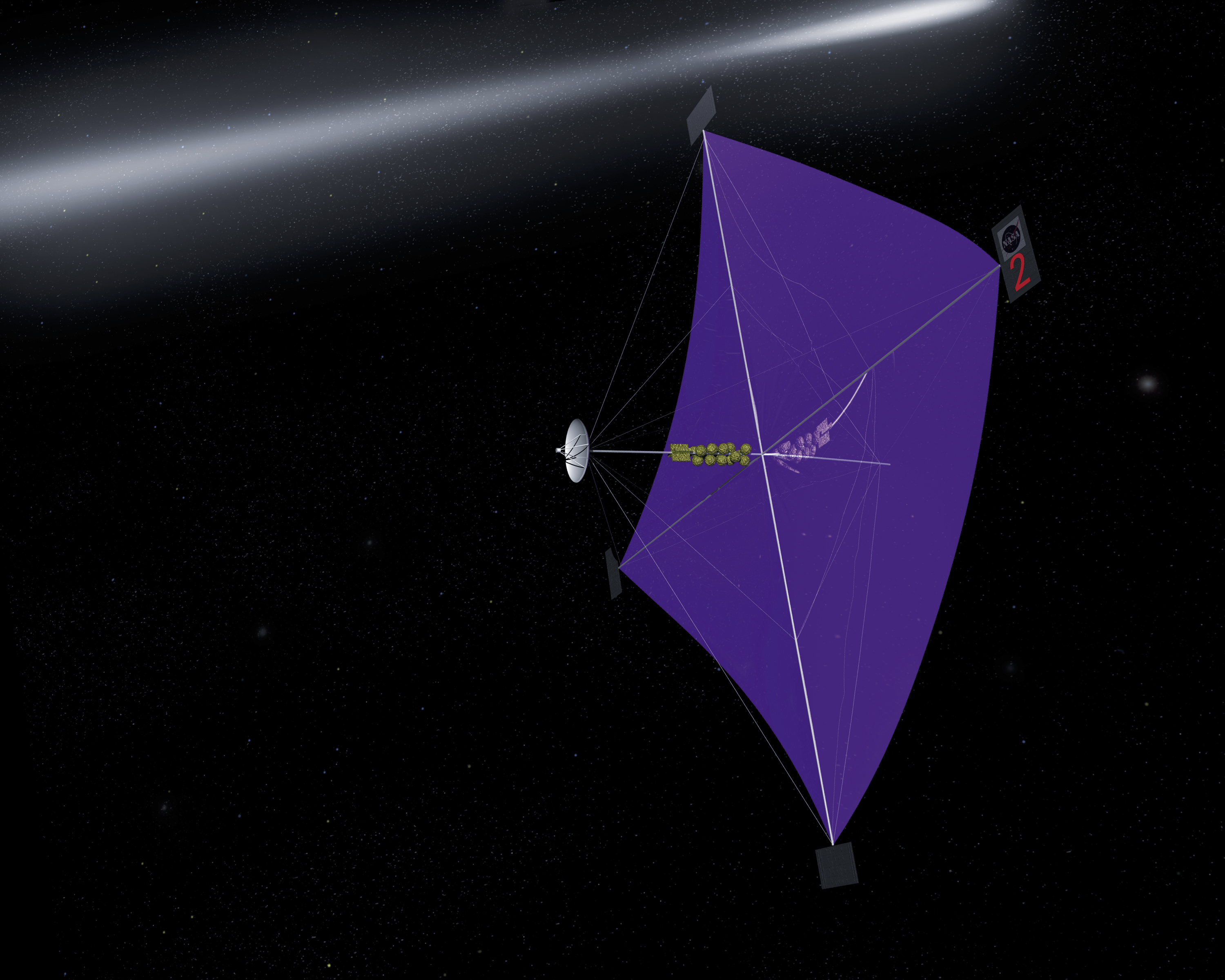
Estudi de la NASA sobre una vela solar. La vela podria tenir una magnitud de mig quilòmetre.

La llei de la conservació de moment estableix que qualsevol motor que no empri massa reactiva, no pot moure el seu centre de gravetat (canviar l'orientació és però possible). No obstant això l'espai no està buit, especialment en l'àrea del sistema solar, on pot haver camps magnètics, el vent i la radiacción solar. Molts sistemes de propulsió intenten dissenyar de manera que s'aprofitin d'aquestes característiques. A causa de la característica difusa d'aquests fenòmens en el sistema solar, els motors que aprofiten aquestes fonts d'energia necessiten unes estructures de mida considerable. Els motors d'aquestes característiques no necessiten (o en qualsevol cas empren una quantitat ínfima) de massa reactiva:
- Propulsió mitjançant cables[6]
- Propulsió mitjançant Veles Solars
- Propulsió mitjançant veles magnètiques
- Propulsió Medinat plasma mini-magnetosfera

Per canviar l'orientació de la nau espacial en l'espai no hi ha però aquesta restricció, la llei de conservació de moment angular no imposa restriccions, molts satèl·lits empelar un volant d'inèrcia per a controlar l'orientació del satèl·lit. Aquest mètode no és l'únic per controlar l'actitud d'aquest, es poden utilitzar sistemes que aprofitin el vent solar o les forces magnètiques per fer la mateixa funció, alguns d'aquests sistemes poden dissenyar de tal manera que poden servir com a sistema secundari.